# تپه بلیس (تپه ابلیس)
تپه بلیس (تپه ابلیس) مربوط به دوران پیش از تاریخ ایران باستان است و در شهرستان بردسیر، روستای سلطان آباد واقع شده و این اثر در تاریخ ۱ آذر ۱۳۴۴ با شمارهٔ ثبت ۴۹۰ به‌عنوان یکی از آثار ملی ایران به ثبت رسیده است.